# Gare de Sarreguemines
Gare de Sarreguemines vasútállomás Franciaországban, Sarreguemines településen.

## Vasútvonalak
Az állomást az alábbi vasútvonalak érintik:
- Mommenheim-Sarreguemines-vasútvonal
- Saarbrücken–Sarreguemines-vasútvonal
- Haguenau–Hargarten - Falck-vasútvonal
- Berthelming-Sarreguemines-vasútvonal
- Bliestalbahn
- Saarbahn

## Kapcsolódó állomások
A vasútállomáshoz az alábbi állomások vannak a legközelebb:
- Gare de Hundling
- Hanweiler-Bad Rilchingen (Lebach-Jabach station, Tram line S1 (Saarland / Moselle))
- Gare de Rémelfing
- Saarbrücken Hauptbahnhof
- Gare de Kalhausen